# Overheid van Oostenrijk
De volgende tabel bevat basisgegevens over de overheid van Oostenrijk.
| De naam van het land:                   | conventionele lange vorm: Republiek Oostenrijk conventionele korte vorm: Oostenrijk lokale korte vorm: Österreich lokale lange vorm: Republik Österreich |
| Type overheid:                          | Bondsrepubliek |
| Hoofdstad:                              | Wenen |
| Bestuurlijke afdelingen:                | 9 deelstaten (Bundesländer, enkelvoud - Bundesland); Burgenland, Kärnten, Niederösterreich, Oberösterreich, Salzburg, Steiermark, Tirol, Vorarlberg, Wien |
| Onafhankelijkheid:                      | 1156 (van Beieren) |
| Nationale vakantiedagen:                | Nationale Dag, 26 oktober (sinds 1955); Noot: - herdenking van het Staatsverdrag nationale soevereiniteit en het eind van de bezetting |
| Grondwet:                               | 1920; herzien 1929 (hersteld 1 mei 1945) |
| Rechtsvorm:                             | burgerlijk rechtssysteem met Romeinse wetsoorsprong; gerechtelijk overzicht van wetgevende handelingen door het Constitutionele Hof; afzonderlijke administratieve en burgerlijke/straf opperste hoven; keurt verplichte jurisdictie ICJ goed |
| Stemming:                               | 18 jaar en ouder; universeel; verplicht voor presidentiële verkiezingen |
| Uitvoerende tak:                        | |
| – leider van staat:                     | Bondspresident Alexander Van der Bellen (Die Grünen) (sinds 26 januari 2017) |
| – regeringshoofd:                       | Bondskanselier Alexander Schallenberg (-) (sinds 9 oktober 2021); Vicekanselier Werner Kogler (Die Grünen) (sinds 7 januari 2020) |
| Kabinet:                                | Raad van Ministers die door de president op advies van de kanselier wordt gekozen |
| Verkiezingen:                           | president die door directe stemming voor een termijn van zes jaar wordt gekozen; presidentiële verkiezing; kanselier die traditioneel door de president van de meerderheidspartij wordt gekozen in de Nationale Raad; onderkanselier die door de president op advies van de kanselier wordt gekozen |
| Wetgevende tak:                         | de tweekamerige Federale Assemblage of Bundesversammlung bestaande uit de Federale Raad of Bundesrat (64 leden; de leden vertegenwoordigen elk van de staten op basis van bevolking, maar elke staat heeft minstens drie vertegenwoordigers; de leden dienen vier of zes jaar) en de Nationale Raad of Nationalrat (183 zetels; leden die via directe stemming worden gekozen om een termijn van vier jaar te dienen) |
| – regerende partijen:                   | Sinds 7 januari 2020: Oostenrijkse Volkspartij (ÖVP) en Die Grünen |
| Gerechtelijke tak:                      | Hooggerechtshof of Oberster Gerichtshof; Administratief Hof of Verwaltungsgerichtshof; Constitutioneel Hof of Verfassungsgerichtshof |
| Internationale organisatieparticipatie: | AfDB, AsDB, De Groep van Australië, BIB, BSEC (waarnemer), CE, CEI, CERN, EAPC, EBRD, ECE, DE EIB, EMU, ESA, EU, FAO, G 9, IADB, IAEA, IHBO, ICAO, ICC, ICCt, ICFTU, ICRM, IDA, IEA, IFAD, IFC, IFRCS, IAO, HET IMF, IMO, Interpol, IOC, IOM, ISO, ITU, MINURSO, NAM (gast), NEA, NSG, OAS (waarnemer), OESO, OPCW, OSCE, APC, PFP, DE V.N., UNCTAD, UNDOF, UNESCO, UNFICYP, UNHCR, UNIDO, UNIKOM, UNITAR, UNMIBH, UNMIK, UNMISET, UNMOGIP, UNMOT, UNOMIG, UNTSO, UPU, WCL, WCO, WEU (waarnemer), WFTU, WGO, WIPO, WMO, WToO, WTrO, ZC |
| Beschrijving van de vlag:               | drie gelijke horizontale banden van rood (bovenkant), wit, en rood |

Geografie · Bevolking · Overheid · Economie · Vervoer · Defensie